# 관서명승도첩
관서명승도첩(關西名勝圖帖)은 서울특별시 종로구 서울역사박물관에 있는 조선시대의 화첩이다. 2003년 12월 30일 서울특별시의 유형문화재 제177호로 지정되었다.

## 개요
이 작품은 황해도 북부와 평안도 일대 관서(關西)지방 명승지의 경관을 16장면으로 그려 만든 화첩이다. 각 장면은 다음과 같다.
제 1장면 비로봉(毘盧峯), 칠성봉(七星峯), 원만봉(圓滿峯), 동수령(東水嶺), 문필봉(文筆峯), 금강굴(金剛窟)
제 2장면 묘향산(妙香山)
제 3장면 원림진(院臨津), 심진정(尋眞亭)
제 4장면 석창(石倉), 어천역(魚川驛)
제 5장면 영변 약산(寧邊 藥山), 안주계(安州界)
제 6장면 부벽루(浮碧樓), 전금문(轉錦門), 연광정(練光亭), 대동문(大同門), 능라도(綾羅島)
제 7장면 강동 열파정(江東 閱波亭), 귀암(龜岩)
제 8장면 성천 강선루(成川 降仙樓), 비류강(沸流江), 방선문(訪仙門), 모우대(暮雨臺)
제 9장면 삼등 황학루(三登 黃鶴樓), 앵무주(鸚鵡州)
제 10장면 은산 담당정(殷山 澹澹亭)
제 11장면 안주 백상루(安州 百祥樓), 청천강(靑天江), 칠불사(七佛寺)
제 12장면 강계 인풍루(江界 仁風樓)
제 13장면 의주 통군정(義州 統軍亭), 압록강(鴨綠江)
제 14장면 대육동 강동계(大六洞 江東界), 상원계(祥原界)
제 15장면 대동문(大同門), 연광정(練光亭)
제 16장면 대동문(大同門)
이 화첩의 화면 구성은 두 가지로 분류된다. 하나는 제 1․2․3․4․5․14장면에서 볼 수 있듯이 넓은 지역을 포괄하고 그 지역의 산천 형세를 사실적으로 그림으로써 회화식(繪畵式) 지도 같은 역할을 하는 것이고, 다른 하나는 특정 지역의 지형물이나 시설물 위주로 주변의 승경을 부각시킨 명승도(名勝圖) 형식의 그림이다. 성천 강선루,삼등 황학루,안주 백상루,강계 인풍루,의주 통군정 등 관서팔경(關西八景)에 포함되는 경관과 은산 담담정 등은 기존의 관서 명승을 그린 그림과 유사한 시점 및 화면 구성을 보여준다.
그러나 제 6․15․16장면에서 세 번등장하는 평양 그림은 전통적으로 많이 사용하던 시점에 구애받지 않은 듯하다. 제 6장면은 대동문 근처에서 좌측의 부벽루 쪽을 바라보며 능라도와 그 以南을 화면에 담았으며 제 15장면은 대동문과 연광정을 훨씬 가깝게 수평적 시각으로 바라 본 모습을 그린 것이고 제 16장면은 평양성의 동쪽에서 내성을 바라본 모습을 그린 것이다. 이 세 장면은 모두 시점이 평양성 안에 있다는 공통점을 가진다. 이는 이전의 평양 그림이 대개 시점을 평양성 이남, 즉 성밖에 두고 대동강을 전경(前景)에 배치한 채로 평양성 전체나 주요 건물을 바라본 것이라는 점과 차별된다.
이 그림의 산수 표현 방식은 ‘기성도병(箕城圖屛)’과 매우 흡사하여 같은 화가의 솜씨이거나 아니면 적어도 거의 같은 시기에 그려진 작품으로 보인다. 관서지방의 명승을 그린 작품으로는 국립중앙박물관 소장의《관서십경도병(關西十景圖屛)》, 《관서명구첩(關西名區帖)》등이 알려져 있다.
앞의 두 작품과 이 그림의 일부 장면은 매우 유사한 면도 있지만 이 그림은 이전에 별로 시도하지 않았던 지점에서 포착한 광경을 그리는 등 참신한 구도도 발견된다. 관서 지방의 명승을 다양한 각도에서 포착한 화첩으로 19세기말～20세기초의 그림에서 간혹 엿보이는 근대적인 참신한 감각이 느껴지는 작품이다. 이 작품은 이 지역을 다룬 기존의 실경도(實景圖)들과 비교 고찰할 수 있는 미술사적 의의를 지니고 있으며 보존상태도 양호하여 자료적 가치가 높다.

## 참고 문헌
- 관서명승도첩 - 국가유산청 국가유산포털